# Viento norte
Viento norte is een Argentijnse film uit 1937. Hij is geregisseerd en geschreven door Manuel Romero.

## Cast
| Acteur         | Personage |
| -------------- | --------- |
| Ángel Magaña   |           |
| Enrique Muiño  |           |
| Elías Alippi   |           |
| Rosa Contreras |           |